# 酒巻哲朗
酒巻 哲朗（さかまき てつろう）は日本の内閣府官僚。元財務省財務総合政策研究所副所長。

## 来歴
1987年東京大学経済学部卒業、経済企画庁入庁。2017年財務省財務総合政策研究所副所長。2019年科学技術振興機構研究開発戦略センター上席フェロー。2021年内閣府経済社会総合研究所総括政策研究官。

## 職歴
- 1987年：経済企画庁入庁[1]
- 2003年：国土交通省国土計画局地方計画課東北企画官
- 2005年：内閣府経済社会総合研究所主任研究官
- 2008年：内閣府男女共同参画局調査課長[2]
- 2012年：国土交通省国土政策局計画官[3]
- 2014年：内閣府経済社会総合研究所国民経済計算部長[4]
- 2015年：内閣府経済社会総合研究所総括政策研究官[5]
- 2017年：財務省財務総合政策研究所副所長[1]、内閣官房内閣審議官（内閣官房副長官補付）、内閣官房TPP政府対策本部員[6]
- 2019年：科学技術振興機構研究開発戦略センター上席フェロー[1]
- 2021年：内閣府経済社会総合研究所総括政策研究官[1]
- 2023年：内閣府経済動向特別分析官[7]